# Rostislav Jevgenjevič Aleksejev
Rostislav Jevgenjevič Aleksejev (rusko Ростислав Евгеньевич Алексеев), ruski inženir, * 18. december 1916, Novozibkov, Brjanska (Orlovska) oblast, Rusija, † 9. februar 1980, Nižni Novgorod (Gorki), Sovjetska zveza, zdaj Rusija.
Aleksejev je bil konstruktor prvih ekranoplanov - vozil, ki omogočajo izredno hitro vožnjo po vodi.

## Življenjepis
Rodil se je materi učiteljici in očetu agronomu. Leta 1933 se je družina preselila v Nižni Novgorod (ki se je takrat imenoval Gorki - po Maksimu Gorkem). 
Leta 1941 je diplomiral na fakulteti za ladjedelništvo z delom »Gliser na podvodnih krilih«. Po tem je precj časa delal na razvoju ladij s podvodnimi krili. Pod njegovim vodstvom so zgradili znane ladje Raketa, Volga, Meteor, Kometa, Burevestnik, ki so dosegale hitrosti do 100 km/h.
Potem je začel preučevati ekranski efekt in se posvetil izdelavi ekranoplanov. Njegov ponos je bil ekranoplan KM (imenovan tudi Kaspijska pošast), ki še danes velja za največje tako vozilo vseh časov. Pozneje je razvijal še ekranoplan Orljonok, ki je bil nekoliko manjši, vendar pa je imel boljše letalne sposobnosti.
Po tem ko se je KM (zaradi nerodnosti pilota) potopil, so sovjetske oblasti odstranile Aleksejeva od projekta izdelave ekranoplanov. Kmalu po tem je umrl.
Danes velja za očeta ekranoplanov in Rusi ga ponosno postavljajo ob bok Tupoljevu (letalstvo) in Koroljovu (vesoljski program).